# Theodor Schmid (Philologe)
Friedrich Ernst Theodor Schmid (* 10. Dezember 1798 in Wernigerode; † 16. Januar 1877 in Halberstadt) war ein deutscher Klassischer Philologe und Gymnasiallehrer.

## Leben
Schmid wurde als Sohn des gräflich-stolbergischen Hofkaplans und Naturforschers Carl August Schmid und dessen Ehefrau Sophie geb. Kiß geboren und in der Schlosskapelle am 18. Dezember 1798 getauft. Er besuchte bis 1815 das Lyzeum am Oberpfarrkirchhof und anschließend bis 1817 das Pädagogium in Ilfeld. Danach studierte Schmidt an der Friedrichs-Universität Halle Evangelische Theologie und Philologie. Mit dem späteren Oberhofprediger Wilhelm Hoffmann war er Leiter der Teutonia.
Zu Ostern 1820 wurde Schmid Hauslehrer bei der Witwe von Minnigerode in Halberstadt. Zu Michaelis 1820 wurde er 5. Kollaborator und drei Jahre später Oberlehrer am Domgymnasium Halberstadt, wo er schon bald wissenschaftliche Schriften publizierte. Er war Mitarbeiter der Jenaischen Litteraturzeitung. 1826 gab er die Arbeit seines verstorbenen Vaters Blicke in den Haushalt der Natur, oder Darstellungen aus der Thierwelt in Halberstadt bei Brüggemann heraus. 1870 wurde Schmid als Gymnasialdirektor pensioniert. In seiner Eigenschaft als Eisenbahndirektor begleitete er bis zum ersten Schlaganfall Eisenbahnzüge zwischen Halberstadt und Thale.